# Motmot gorjablau
El motmot gorjablau (Aspatha gularis) és una espècie d'ocell de la família dels momòtids (Momotidae) i única espècie del gènere Aspatha. Habita zones boscoses i arbustives de les muntanyes del sud de Mèxic, Guatemala i Hondures.